# Stefan Springer
Stefan Springer (ur. 30 lipca 1891, zm. 8 kwietnia 1953 w Gnieźnie) – pułkownik dyplomowany artylerii Wojska Polskiego.

## Życiorys
Do Sił Zbrojnych Polskich w byłym zaborze pruskim formalnie został przyjęty dekretem Komisariatu Naczelnej Rady Ludowej z 20 marca 1919 i mianowany porucznikiem ze starszeństwem z dniem 1 września 1918.
9 września 1920 został zatwierdzony z dniem 1 kwietnia 1920 w stopniu kapitana, w artylerii, w „grupie byłej armii niemieckiej”. 1 czerwca 1921 pełnił służbę w dowództwie artylerii 23 Dywizji Piechoty, pozostając w ewidencji 17 dywizjonu artylerii ciężkiej.
3 maja 1922 został zweryfikowany w stopniu kapitana ze starszeństwem z dniem 1 czerwca 1919 i 241. lokatą w korpusie oficerów artylerii. W 1923 pełnił służbę w 7 pułku artylerii ciężkiej w Poznaniu-Sołaczu. W latach 1923–1925 był słuchaczem V Kursu Normalnego Wyższej Szkoły Wojennej w Warszawie, pozostając oficerem nadetatowym 7 pułku artylerii ciężkiej. Z dniem 1 października 1925, po ukończeniu kursu i otrzymaniu dyplomu naukowego oficera Sztabu Generalnego, został przeniesiony do Wyższej Szkoły Wojennej na stanowisko asystenta. 3 maja 1926 awansował na majora ze starszeństwem z dniem 1 lipca 1925 i 32. lokatą w korpusie oficerów artylerii.
W latach 1928–1931 był wykładowcą w Wyższej Szkole Wojennej w Warszawie. W 1932 pełnił służbę w 9 pułku artylerii ciężkiej w Siedlcach. W kwietniu 1933 roku został przesunięty na stanowisko zastępcy dowódcy pułku. We wrześniu 1935 został przeniesiony do Departamentu Artylerii Ministerstwa Spraw Wojskowych na stanowisko szefa wydziału. Do 31 sierpnia 1939 dowodził 17 pułkiem artylerii lekkiej w Gnieźnie.
W kampanii wrześniowej był dowódcą artylerii Grupy Operacyjnej generała brygady Jana Kruszewskiego. 10 września 1939 znalazł się z folwarku Dzierżawka (8 km na południowy wschód od Krasnegostawu), gdzie przystąpił do organizowania zapory policyjnej na linii Biskupice–Krasnystaw–Izbica–Zamość. W czasie działań wojennych dostał się do niemieckiej niewoli, gdzie przebywał w oflagu II C Woldenberg.

## Ordery i odznaczenia
- Krzyż Kawalerski Orderu Odrodzenia Polski (11 listopada 1937)[12]
- Krzyż Walecznych (dwukrotnie, po raz pierwszy w 1921)[13]
- Złoty Krzyż Zasługi